# Скрябина, Елена Александровна
Еле́на Алекса́ндровна Скря́бина (урождённая Го́рсткина; родилась 13 февраля 1906 года, Нижний Новгород, Российская империя — умерла 22 октября 1996 года, Айова-Сити, Айова, США) — американская мемуаристка, профессор русской литературы.

## Биография
Дочь уездного предводителя дворянства, члена Государственной думы Российской империи Александра Павловича Горсткина (1868—1920). Семья владела поместьем Оброчное в Лукояновском уезде Нижегородской губернии.
После революции её отец эмигрировал во Францию, где вскоре умер, старший брат Павел погиб зимой 1919/20 года, будучи смертельно ранен в одном из боёв в Крыму на стороне белых, а Елена осталась в Нижнем Новгороде с матерью. В 1924 г. она вышла замуж за Сергея Дмитриевича Скрябина (1895—1946), двоюродного брата известного композитора, чей отец — Дмитрий Александрович Скрябин — был родным дядей композитора.
В 1926 году, вскоре после рождения сына Дмитрия, семья Скрябиных перебралась в Ленинград, где Елена учится и работает на Обуховском заводе. В 1936 г. она получает известие об аресте и расстреле ещё одного старшего брата, Георгия, в Омске. В 1941 году окончила романское отделение Ленинградского института иностранных языков.
С началом войны Сергей Скрябин ушёл на фронт (он прошёл всю войну и умер в 1946-м), а Елена с матерью и двумя детьми пережили первые 6 месяцев блокады и в феврале 1942 г. были эвакуированы в Пятигорск (её мать умерла в дороге).
В августе 1942 года в Пятигорск вошли немецкие войска. В 1943 г. Скрябину вместе с детьми отправили в трудовой лагерь в Бендорфе. После войны это была французская зона оккупации. В 1950-м она уехала в США с младшим сыном Георгием (старший Дмитрий, уже взрослый, остался в Германии, впоследствии — известный профессор фармакологии в Йельском университете, США).
Более года Елена работала посудомойкой в Нью-Йорке, затем её пригласили преподавать русский язык в Сиракузском университете. Там же она начала работу над докторской диссертацией, которую защитила в 1962 году (тема — сравнительный анализ прозы Михаила Зощенко и Марселя Эме). С 1960 года начала преподавать в Университете Айовы. В 1974 году вышла на пенсию, в 1978 году получила степень почётного доктора.
В 1963 году её сын Георгий, которого в семье звали «Юрием», погиб во время свадебного путешествия при землетрясении в Скопье. Эта трагедия подвигла Скрябину сесть за воспоминания. Книга «В блокаде», вышедшая в 1964 году, была переведена в 1971 году на английский, а в 1972 году — на немецкий языки. За ней последовали ещё три книги автобиографического характера.
Без пафоса и без политических рассуждений Скрябина с абсолютной достоверностью повествует о 25 годах, проведённых при большевиках, и о 8 годах при немецком и французском оккупационном режиме. Ценность её книг заключается в человечной позитивности общего тона, причём обычная жизнь русских людей XX столетия воспроизведена убедительно и без жалоб.
В 1990 г. Елена Скрябина приезжала в Москву (где нашла своего племянника Владимира Георгиевича) и в Ленинград, о её судьбе был снят советский документальный фильм, в 1990-х в России стали выходить её книги. Похоронена в Висбадене, рядом с сыном Юрием.

## Адреса
Ленинград, ул. Петра Лаврова (Фурштатская), д. № 42, кв. № 6.

## Сочинения
- В блокаде, München, 1964
  - Siege and Survival: The Odyssey of a Leningrader (1971)
  - Leningrader Tagebuch, München, 1972
- Годы скитаний, Paris, 1975
- Пять встреч, München, 1975
- Это было в России, Los Angeles, 1980 (российское изд.: Страницы жизни, 1994)
  - Coming of Age in the Russian Revolution: The Soviet Union at War (1985)